# Janez Titan
Janez Titan, (roj. Titán János, 2. oktober 1911, Krog pri Murski Soboti, Ogrska, † 17. april 1945), slovenski prekmurski publicist, ustanovitelj časnika Novi čas, eden vodilnih predvojnih članov in mednarodnih aktivistov KPS, kasneje organizator kmečkih zadrug in žrtev OZNE.

## Življenjepis
Janez Titan se je rodil leta 1911, kot četrti otrok kmečkih staršev Janeza in Marije (rojene Škraban) v Krogu pri Murski Soboti. Po osnovni šoli je v letih 1926−1930 obiskoval katoliško gimnazijo v Murski Soboti in maturiral leta 1930. Istega leta je začel s študijem medicine na Dunaju. Tu se je seznanil z nekaterimi slovenskimi predvojnimi komunisti, kot je bil Lovro Kuhar - Prežihov Voranc, in idejami marksizma. V tem obdobju je vstopil v Komunistično partijo in skupaj s somišljeniki začel leta 1932 izdajati prekmurski časnik Novi čas, katerega si je zamislil kot napredno opozicijo takratnim katoliško usmerjenim Novinam Jožefa Klekla.

### Novi čas
Novi čas je za razliko od prekmurskih Novin izhajal v knjižni slovenščini, preko njega pa je želel Titan mobilizirati krščanske kmečke in delavske množice, da bi se uprle predvojnemu jugoslovanskemu centralizmu in diktaturi kralja Aleksandra. Zaradi vedno radikalnejših člankov, ki so začeli vzbujati odpor med prekmursko javnostjo, je policija januarja 1933 izvedla obsežno racijo na uredništvu, zaplenila preostale izvode in prepovedala njegovo nadaljnje izhajanje. Titan sam se je 10.01.1933 pri Gornji Radgoni umaknil čez mejo v Avstrijo. Do leta 1939 se ni več vrnil v Jugoslavijo, temveč se je začel pod okriljem Kominterne udejstvovati na mednarodni revolucionarni sceni. V pismu svojim somišljenikom in podpornikom 11.02.1933 je zapisal :
Prepričan sem, da Vi jasno vidite, da smo mi pravi borci za Vaše interese. Jaz sem to že z dejanji dokazal, kar Vam lahko priča preganjanje, ki ga trpim. Toda to preganjanje se je spreobrnilo in meni se je odprla pot v evropsko diplomacijo, pot v Berlin, Pariz, London, Rim. S tem, da bom kot Vaš zastopnik v evropski javnosti tolmačil želje in zahteve našega delovnega ljudstva, je postal pokret važen za svetovno politiko...

### Obdobje 1934-1938
Po prepovedi Novega časa je Titan preko svojih somišljenikov najprej poskušal obnoviti publicistično dejavnost v Prekmurju, vendar načrtovani Ljudski glas ni nikoli začel izhajati. Opustil je študij medicine na Dunaju in se ilegalno preselil v Pariz, kjer je vpisal pravo. V Parizu je spoznal Borisa Kidriča in druge takratne vodilne jugoslovanske komuniste. Deloval je kot organizator štrajkov med slovenskimi izseljenskimi delavci in med njimi propagiral marksistične ideje. V obdobju španske državljanske vojne je obiskal Španijo, vendar ni povsem jasno, ali kot španski borec ali kot civilist. Nekaj časa se je izobraževal tudi na sedežu Kominterne v Moskvi. V tem obdobju je Titan očitno že začel izgubljati zaupanje v stalinistično revolucijo kot edino možno obliko boja za izboljšanje svetovnih socialnih razmer. Februarja 1938 se je v Parizu srečal s svojim nekdanjim prekmurskim sošolcem, duhovnikom Ivanom Camplinom, kateremu je ob nadaljnjih srečanjih zaupal, da se je začel odvračati od komunistične ideologije in da je pri slovenskih komunistih padel v nemilost. 20. oktobra 1938 se je v Parizu oglasil tudi pri Francu Casarju - Ferku, članu vodstva katoliškega akademskega kluba Straža v viharju. Titan je Casarju pojasnil, da je razočaran nad potekom dogodkov znotraj komunističnega tabora in da se želi vrniti domov. Po vztrajnem prepričevanju je Casar privolil, da zanj posreduje pri Antonu Korošcu, nesporni avtoriteti takratne slovenske politike. Korošec je zadevo ugodno rešil in konec leta 1939 je bil Titanu povrnjen jugoslovanski potni list, s katerim se je lahko legalno vrnil v domovino.

### Vrnitev v domovino inIzjava katoliški javnosti
Kmalu po vrnitvi v Prekmurje, 07.01.1940, je Janez Titan v Novinah objavil izjavo, v kateri se je javno odpovedal metodam nasilne stalinistične revolucije za dosego izboljšanja socialnih razmer ljudstva :
Smatram in vem iz zadnjih izkušenj, da revolucija res popravi nekatere socialne krivice, toda gre vedno v svojem zagonu predaleč in povzroči mnogo gorja premnogim nedolžnim žrtvam. Če vse to pretehtavamo in merimo koristi in škodo, se gotovo odločimo za mirno reševanje takih problemov.
V Izjavi katoliški javnosti je Titan med drugim analiziral tudi zgodovinske primere francoske in sovjetske revolucije in ugotovil,da 
I ena, i druga je naletela na odpor realnih dejstev, ki so njihovo ideologijo opilila in pustila v življenju samo tiste reforme, ki so bile dobre. Posebno kar se tiče vere, sta se obe v temeljih zmotili. In ravno ta je največji razlog, da tudi vseh dobrih reform nista mogli izvesti, ker sta pač gradili brez temelja, ki je Bog. Pri obeh opazujemo slične si borbene grupacije: francoska je imela svoje jakobince, ruska svoje boljševike. I prva, i druga je imela na svet velik vpliv. Toda izven njihovih mej so bile počasi sprejete le one reforme, ki so bile res dobre.
Obrnil se je tudi na komunistično usmerjeno mladino, da najbolj kritično preučuje dejanske razmere v Sovjetski Zvezi:
Če bo vsa ta ognjevita mladina zagrabila pri nas za zadružno delo, bi se mi čez 15 let tudi ponašali s kolosalnimi socialnimi in gospodarskimi pridobitvami,ki bi jih pa izvedli brez krvi in nedolžnih žrtev...Poleg tega bi si pa ohranili še eno veliko pridobitev človeštva, to je demokracijo. Socialne in gospodarske reforme pa mi izvedimo čim prej sami in brez kake tuje intervencije.
V nadaljevanju Izjave se je Titan zahvalil tudi dr. Korošcu in banu Dravske banovine dr. Marku Natlačenu za njuno naklonjenost, pomoč in intervencijo pri njegovem povratku domovino.

### Obdobje 1940-1945, poroka in internacija
Titan se je po povratku v domovino vpisal na Pravno fakulteto v Ljubljani, hkrati pa vodil odkupno postajo za žita v Murski Soboti. Maja 1941 se je poročil z Zinko Skrbič in rodila sta se jima dva otroka, Stanko (1943) in Nada (1945). Skupaj z ženo sta na Titanovi zemlji v Spodnjih Moravcih na noge postavila družinsko podjetje za izdelavo zidne, strešne in žlebaste opeke.
Prekmurje se je v tem obdobju nahajalo pod madžarsko okupacijo in preganjanje Slovencev je prizadelo tudi Janeza Titana. Od oktobra 1943 do marca 1944 je bil interniran v Vöröszberenyju na Madžarskem, po vrnitvi domov pa je živel pod stalnim policijskim nadzorom, z omejeno pravico do gibanja. Madžarska policija ga je kmalu hotela ponovno aretirati, zato je bil od 17.10.1944 do 03.04.1945, ko je Prekmurje osvojila Rdeča armada, v ilegali. Njegova noseča žena Zinka je v tem obdobju prestala 22 policijskih preiskav.
Janez Titan je skozi vse obdobje madžarske okupacije deloval kot simpatizer in podpornik NOB.

### OZNA umori Janeza Titana, 17.04.1945
V začetku aprila 1945, kmalu po umiku madžarskih čet iz Prekmurja, se je Janez Titan skupaj s tovarnarjem Josipom Benkom in drugimi predstavniki predvojnega političnega življenja sestal na gradu v Murski Soboti, kjer so ustanovili Narodni svet. 14. aprila je bil Titan imenovan za prvega partizanskega politkomisarja mesta Murska Sobota. Dopoldne 17.04.1945 so ga lokalne partizanske oblasti poklicale na sedež varnostne službe OZNA v nekdanji "Hekličevi hiši" v Murski Soboti. Tega dne se je za njim izgubila vsaka sled. Titanovo smrt so partijske oblasti skrbno prikrivale, na nešteta poizvedovanja žene Zinke so odgovarjale z neskončnimi zavajanji in dezinformacijami. Čeprav je družina slutila, kaj se je zgodilo z očetom, je šele hči Janeza in Zinke Titan, Nada Pitz, po dolgoletnem in mukotrpnem raziskovanju leta 1998 dobila potrditev očetove smrti v obliki pričevanja nekdanjega borca Brigade bratov Poljanec, ki ji je potrdil, da so Janeza Titana umorili oznovci 17.04.1945 na "Mrlinščekovem bregu" v okolici Murske Sobote.

## Zarota molka o Titanovi smrti
Čeprav je bil Titan vidna in znana osebnost predvojnega političnega življenja v Prekmurju, izpričan Slovenec in podpornik osvobodilnega gibanja med 2.svetovno vojno, niso povojne oblasti sprožile nobene preiskave o njegovem izginotju. Že 20.04.1945 je žena Zinka osebno obiskala visoko politično delegacijo iz Beograda, ki je bila na terenu v Prekmurju, in prosila za informacije o možu. Pojasnili so ji, "da je morda mož postal član kake tajne misije in da se bo vrnil, če ne za nekaj dni, pa za dve leti". Kasneje so oblasti o njegovem izginotju lansirale mnoge lažne informacije: da so ga Rusi odpeljali v Sibirijo, da ga je ugrabila NKVD, ipd. V 50-ih letih se je razširila dezinformacija, da je bil Titan celo agent sovjetske tajne službe, njegova smrt pa posledica neporavnanih računov z njimi. Republiška uprava UDBE v Ljubljani je vedela, da Sovjeti niso imeli nič opraviti s Titanovo usmrtitvijo, vendar so agentom v Murski Soboti naročili, da naj še naprej zavajajo ljudi, češ da so Titana umorili "Rusi":
Titan je bil zaprt od OZNE in Rusi se za njega sploh niso zanimali. Paziti je treba, da pri preverjanju zadeve ne provalite (spravite v javnost). Za zaslišanje odnosno za razgovor o teh vprašanjih se je treba odločiti le v primeru, če človeka temeljito poznate in ste sigurni, da razgovor ne bo brez škode (sic). Pa tudi v takem primeru je treba razgovor voditi dezinformativno.
Nadalje je bilo 20. februarja 1952 iz Uprave državne varnosti v Ljubljani sporočeno Pooblaščenstvu UDB za okraj Murska Sobota:
Titana je likvidiral Kustec ali pa Hrovat Miha, ne pa Rusi, ker je Žuniču takrat Kustec povedal, da so ga likvidirali oni, toda treba je govoriti, da so ga Rusi.
Skozi zaroto molka, ki je bila očitno zaukazana iz najvišjih partijskih vrhov, se je bilo svojcem Janeza Titana skoraj nemogoče prebiti. Kmalu po vojni je bilo ženi Zinki zaplenjeno tudi premoženje, tako da se je morala kot samohranilka z dvema majhnima otrokoma nenehno boriti za preživetje s skromnimi sredstvi. Hči Nada (poročena Pitz) je leta 1977 glede očetovega izginotja govorila s Ferdom Godino, enim od najvidnejših političnih akterjev povojnega Prekmurja :
O govoricah, ki krožijo med ljudmi, kot npr., da je bil Titan pokopan na "Mrlinščeku", mi je odgovoril, naj se s tem ne obremenjujem. Z eno besedo ni omenil, da bi ga likvidirali Rusi.
Nada Pitz se je s svojimi poizvedovanji obrnila tudi na mnoge druge javne osebnosti takratnega časa: poleg Ferda Godine še na prof. Janka Liško, Frančka Majcena, Vladimira Krivica, Miroslava Kokolja, Kolomana Ciguta, Vladimira Škerlaka. Obrnila se je na Rdeči križ Slovenije, na Tomaža Ertla, Egona Konradija, Vilka Divjaka, na Elo Ulrih-Ateno...Večinoma je naletela na zid molka. Tudi po demokratičnih spremembah v Sloveniji od države ni mogla izvedeti za usodo svojega očeta.
Novembra 2001 se je Nada Pitz s svojim vprašanjem obrnila na Komisijo Vlade RS za evidentiranje prikritih grobišč in Jožeta Pučnika. Ta jo je v odgovoru prosil za kopije zbranega gradiva. Po prejetju dokumentacije ji je 11.04.2002 odgovoril:
Delo, ki ste ga opravili, ko ste raziskovali, se pogovarjali, pisali pisma in zbirali objavljeno gradivo o celi zadevi, je občudovanja vredno...Prepričan sem, da to gradivo, ki ste ga, kakor ste omenili v pismu, predali tudi Arhivu Republike Slovenije, pomeni dragocen vir za študij stanja duha na Slovenskem in tudi za študij zarote molka, ki traja še danes. Ko se bodo našli zgodovinarji, ki se zavedajo etike svojega poklica, jim bo Vaša dokumentacija veliko pomagala.
04.02.2002 je državna tožilka Zdenka Cerar odstopila Okrožnemu državnemu tožilstvu v Murski Soboti vlogo, "ki jo je v zvezi s smrtjo svojega očeta Janeza Titana na Komisijo Vlade RS za evidentiranje prikritih grobišč naslovila Nada Pitz iz Murske Sobote."
15.02.2002 je Okrajno sodišče v Murski Soboti uradno razglasilo Janeza Titana "'za mrtvega in se dan 01.01.1951 določi kot dan njegove smrti."
Urad kriminalistične policije v Murski Soboti je opravil preiskavo in pridobil nekatere nove dokumente, med njimi dopis Ljube Dornik iz Arhiva Republike Slovenije, v katerem je dokumentirano navedeno:
Iz gradiva, ki vam ga pošiljamo, boste lahko videli, da so se okrog smrti Janeza Titana zavestno spletale legende, da bi prikrili dejstvo, da je bil likvidiran od UDBE in da bi pripisali njegovo smrt njegovemu domnevnemu sodelovanju z rusko obveščevalno službo.
11.11.2002 je Urad kriminalistične policije v Murski Soboti na Okrožno tožilstvo poslal poročilo o smrti Janeza Titana, iz katerega je na podlagi pridobljenih dokumentov razvidno, da je bil umorjen s strani OZNE.
17.04.2004, 59 let po smrti Janeza Titana, je predsednik ZZBNOV Janez Stanovnik v Sobotni prilogi časnika Delo zapisal:
Dokumenti in pričevanja so me prepričali, da je Janeza Titana usmrtila OZNA in da je bil žrtev arbitrarnega izvensodnega poboja.Dokumenti ne dajejo nobene osnove za dvom o integriteti Janeza Titana in njegovi privrženosti NOB.

## Razlogi za Titanovo smrt
Ko je Zinka Titan leta 1977 odgovarjala uredništvu Slovenskega biografskega leksikona na njihovo prošnjo, ali jim lahko o možu posreduje nekaj osnovnih podatkov, je zapisala:
Na vprašanje, kje je Janez Titan, je težko odgovoriti. Kjerkoli bi bil, bi se po 32 letih lahko oglasil. Tako obstaja samo en odgovor: Janeza Titana so likvidirali ljudje (domačini), katerim je bil napoti pri doseganju njihovih ciljev.
Nada Pitz je v knjigi Jožeta Dežmana Moč preživetja zapisala:
Ubili so ga podaniki OZNE - Oddelka za Zaščito Naroda, torej tisti, ki bi nas takrat morali varovati. Šlo je za nasilje nad svobodnim duhom, nad intelektualnim potencialom človeka, ki bi lahko postal voditelj mnogih.
Titanov sošolec iz otroških let, duhovnik Ivan Camplin, pa je v svojih spominih zapisal :
Govorilo se je, da je njegovo likvidacijo zahteval Liška. Janko Škraban mi je pripovedoval, da ve za njegov grob. Kdo ga je ubil ? Zakaj ? Ker se je odpovedal komunizmu in se postavil na katoliško stran, ni težko ugibati.